# 229 km (obwód leningradzki)
229 km (ros. 229 км) – przystanek kolejowy w miejscowości Szamoksza, w rejonie łodiejnopolskim, w obwodzie leningradzkim, w Rosji. Położony jest na linii Wołchow - Murmańsk.